# جهادية

الوجود الإقليمي للجماعات الجهادية ونظرة عامة على الوضع في كل منطقة

الجهادية هي مصطلح غربي جديد لوصف الحركات الإسلامية المناضلة التي تسعى إلى تأسيس دولة تستند على المبادئ الإسلامية. وبالمعنى الضيق، يشير هذا المصطلح إلى الاعتقاد الذي يعتنقه بعض المسلمين بأن المواجهة المسلحة مع المنافسين السياسيين هي طريقة فعالة وشرعية دينياً للتغيير الاجتماعي والسياسي. وقد يوصف أنه شكل من أشكال العنف الديني وقد طُبق على العديد من الأفراد والمنظمات الإسلامية التي توصف بأنها متطرفة ومتشددة وإرهابية التي تستند أيديولوجياتها على مفهوم الجهاد. وقد وصف على مختلف الفتوحات الإسلامية، مثل الفتوحات خلال الخلافة الخلافة الراشدة والأموية في الفتوحات الإسلامية المبكرة، والإمبراطورية العثمانية. واستخدم المصطلح أيضًا في غرب إفريقيا في القرنين الثامن عشر والتاسع عشر من شعب الفولا. كما أن المصطلح قد يكون ذريعة مثالية لديمومة الهيمنة الاستعمارية الجديدة.